# Hampton (Londen)
Hampton is een wijk in het Londense bestuurlijke gebied Richmond upon Thames, in de regio Groot-Londen. Hampton ligt op de noordelijke oever van de Theems.

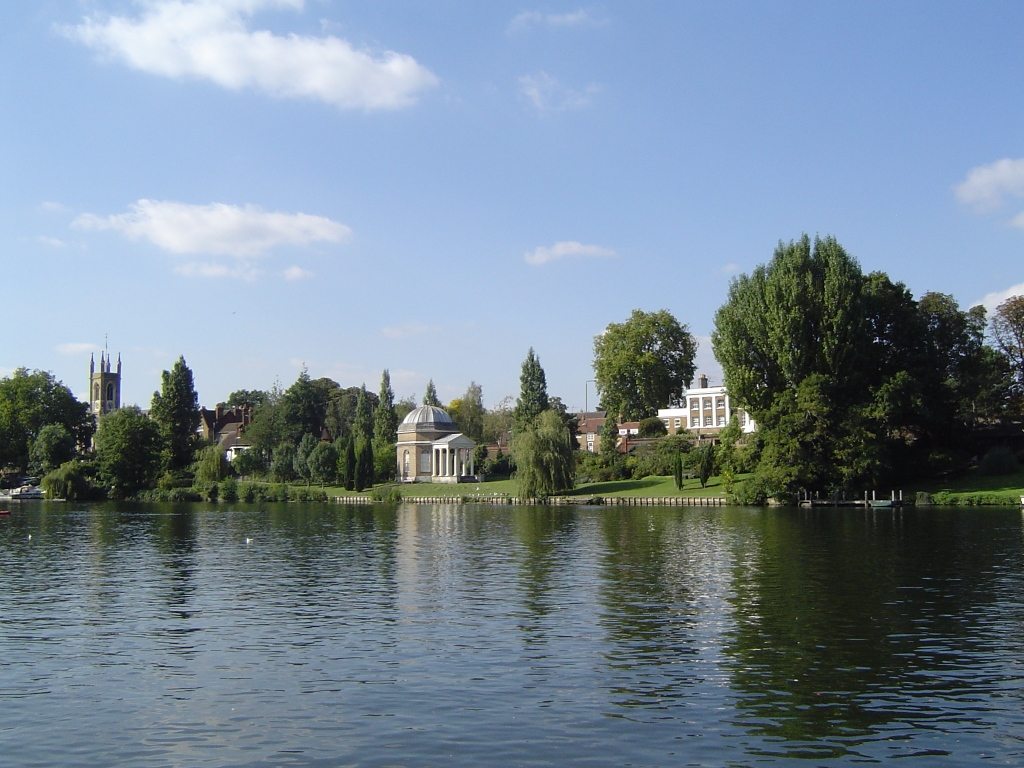
Hampton Reach
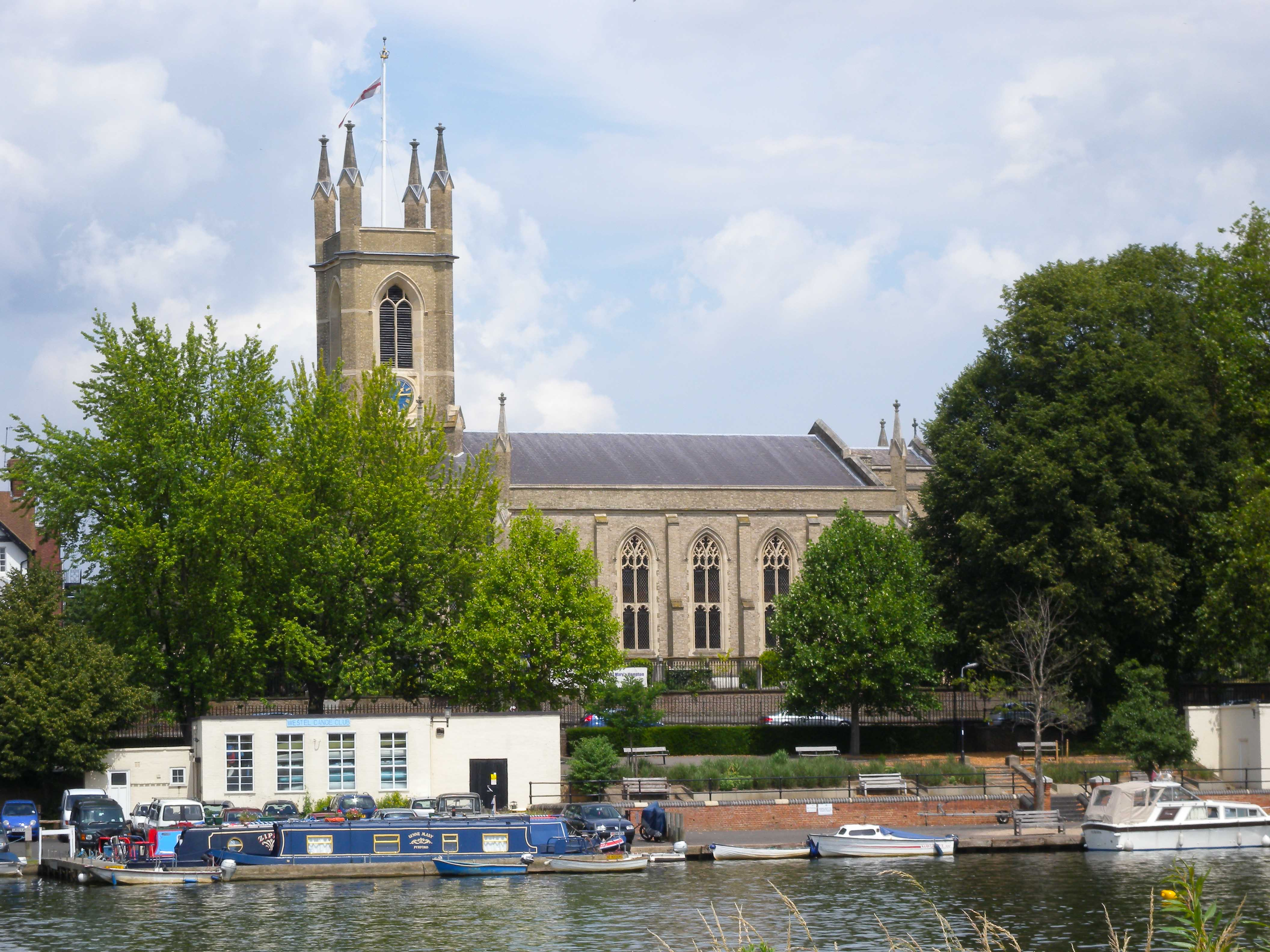
Parochiekerk van St Mary, Hampton
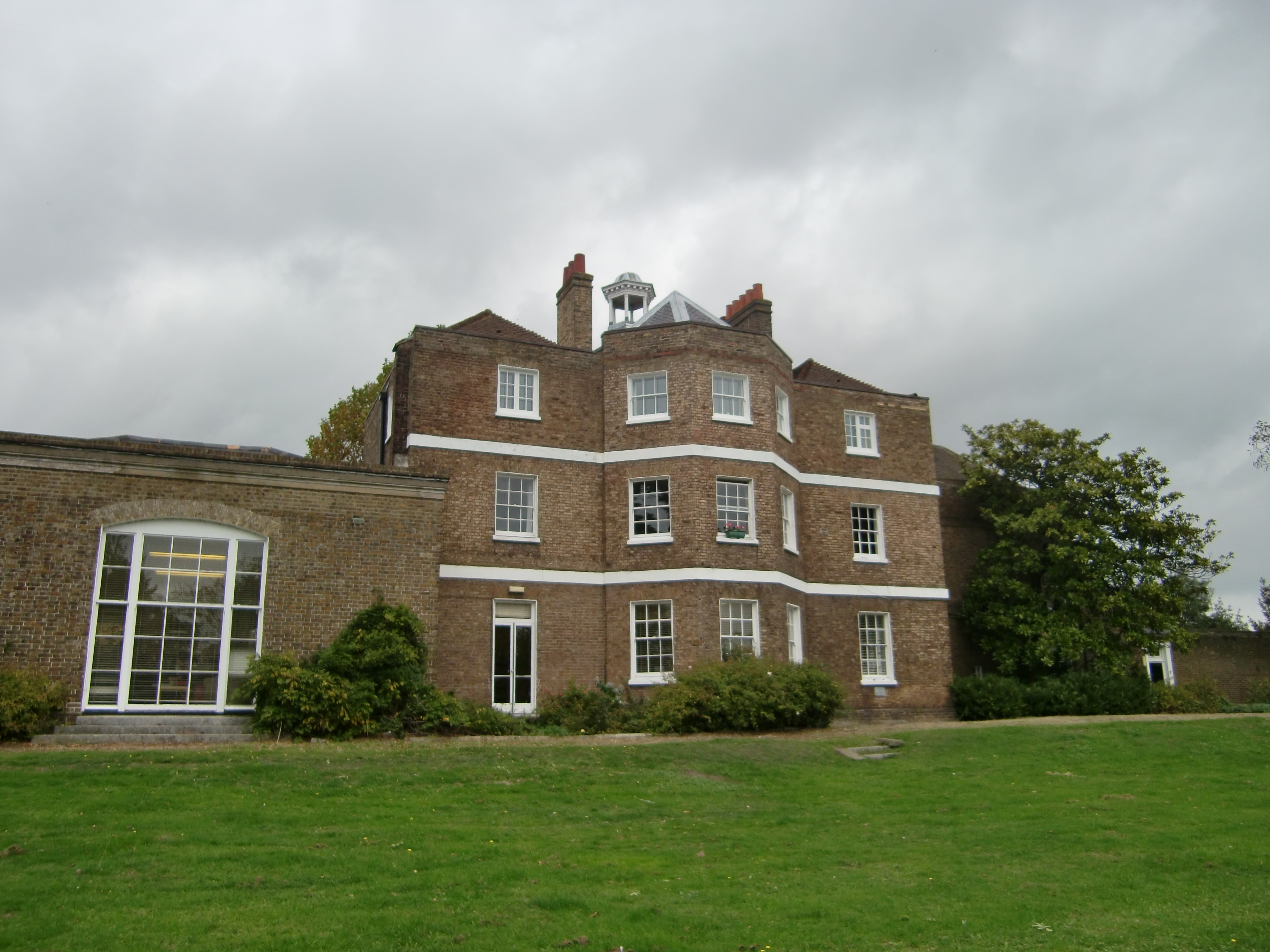
Bibliotheek van Hampton

## Geboren
- Alan Glazier (1939-2020), darter
- Brian May (1947), gitarist van de rockgroep Queen